# Véronique Roche
Véronique Roche (1969) es una deportista francesa que compitió en halterofilia. Ganó una medalla de bronce en el Campeonato Europeo de Halterofilia de 1991, en la categoría de 60 kg.

## Palmarés internacional
| Campeonato Europeo | Campeonato Europeo | Campeonato Europeo | Campeonato Europeo |
| Año                | Lugar              | Medalla            | Categoría          |
| ------------------ | ------------------ | ------------------ | ------------------ |
| 1991               | Varna (Bulgaria)   | Medalla de bronce  | 60 kg              |